# Saint-Aignan-le-Jaillard
Saint-Aignan-le-Jaillard település Franciaországban, Loiret megyében. Lakosainak száma 602 fő (2022. január 1.). Saint-Aignan-le-Jaillard Saint-Florent, Lion-en-Sullias, Ouzouer-sur-Loire, Sully-sur-Loire és Villemurlin községekkel határos.

## Népesség
A település népessége az elmúlt években az alábbi módon változott:
| Lakosok száma | 456  | 590  | 576  | 558  | 606  | 608  | 606  | 611  | 614  | 602  |
|               | 1968 | 1982 | 1990 | 2006 | 2013 | 2015 | 2017 | 2019 | 2020 | 2022 |